# Liste der Stolpersteine in Löcknitz

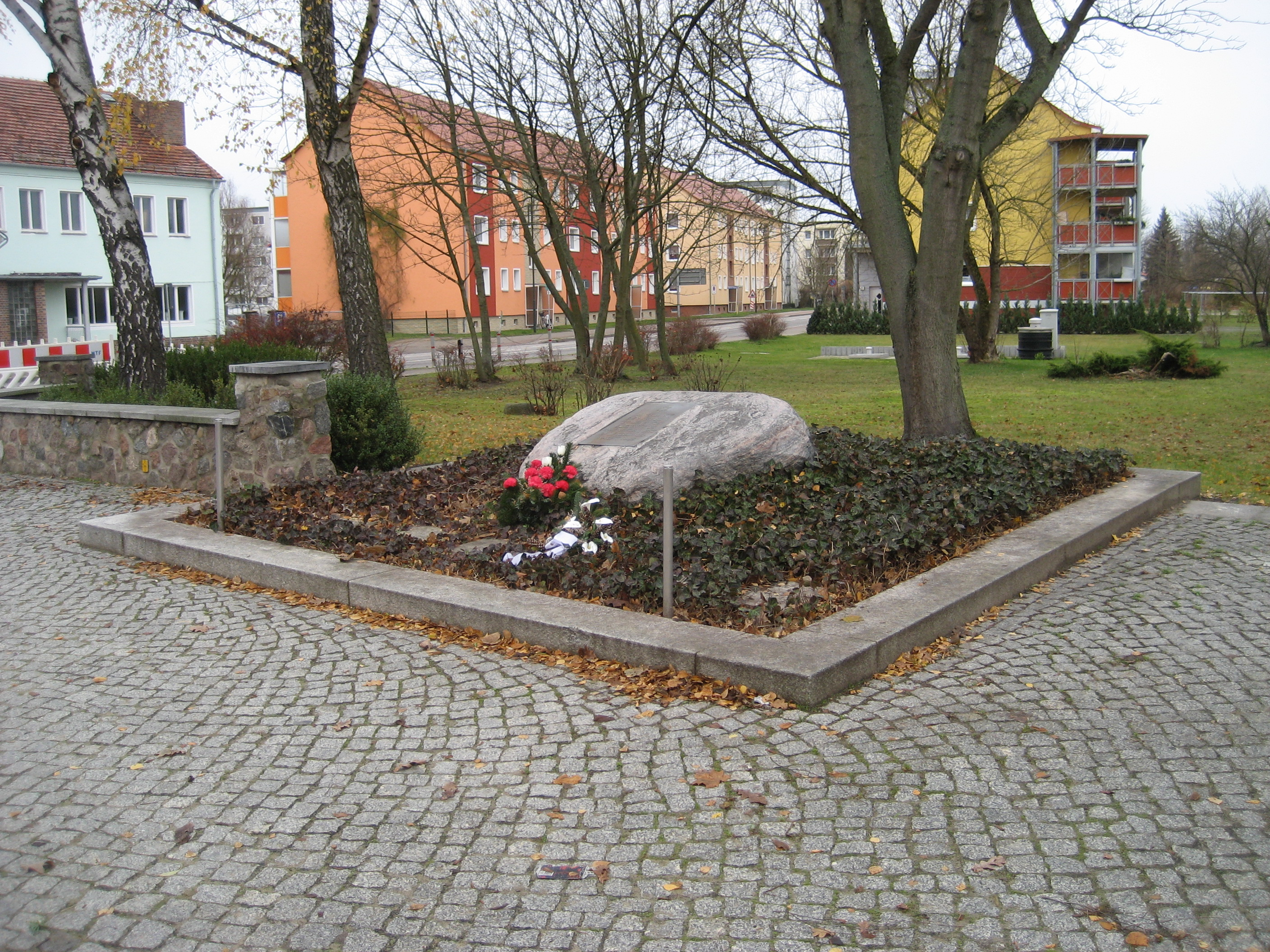
Gedenkstein für die jüdische Gemeinde. Die Stolpersteine für Familie Schwarzweiß wurden links davon verlegt.

Die Liste der Stolpersteine in Löcknitz enthält alle Stolpersteine, die im Rahmen des gleichnamigen Projekts von Gunter Demnig in Löcknitz verlegt wurden. Mit ihnen soll Opfern des Nationalsozialismus gedacht werden, die in Löcknitz lebten und wirkten. Am 13. Juni 2018 wurden insgesamt drei Stolpersteine an einer Adresse verlegt.

## Verlegte Stolpersteine
| Bild | Person, Inschrift                                                                                                 | Adresse           | Verlegedatum  | Anmerkung |
| --- | --- | ----------------- | ------------- | --- |
| Bild gesucht Die Wikipedia wünscht sich an dieser Stelle ein Bild vom Ort mit diesen Koordinaten 53.453755 14.210777 . Motiv: drei Stolpersteine Chausseestraße 22 Falls du dabei helfen möchtest, erklärt die Anleitung , wie das geht. BW | Hier wohnte und arbeitete Adolf ’Dolfi’ Schwarzweiss Jg. 1877 deportiert 1940 Belzyce ermordet 23.7.1942 Majdanek | Chausseestraße 22 | 13. Juni 2018 | Adolf Schwarzweiß wurde am 2. September 1877 in Löcknitz geboren. Er war mit Rosa Schwarzweiß verheiratet und hatte mit ihr eine Tochter. Familie Schwarzweiss betrieb in Löcknitz ein Kaufhaus in der Chausseestraße 22, in dem sich auch ein jüdischer Gebetsraum befand. Am 12. Februar 1940 wurde Adolf Schwarzweiß mit seiner Familie ab Stettin in das Ghetto Bełżyce bei Lublin deportiert. Er wurde am 23. Juli 1942 im KZ Majdanek ermordet. Am Standort des ehemaligen Hauses der Familie Schwarzweiß wurde im Jahr 1988 eine Gedenkstätte für die jüdische Gemeinde eingeweiht, die im Jahr 2004 erneuert wurde (siehe Gedenkstätten in Löcknitz). |
| Bild gesucht Die Wikipedia wünscht sich an dieser Stelle ein Bild vom hier behandelten Ort. Falls du dabei helfen möchtest, erklärt die Anleitung , wie das geht. BW                                                                        | Hier wohnte Rosa ’Rosi’ Schwarzweiss Jg. 1889 deportiert 1940 Belzyce ermordet                                    | Chausseestraße 22 | 13. Juni 2018 | Rosa Schwarzweiß wurde am 19. Oktober 1889 als Rosa Moses in Janowitz geboren. Sie war mit Adolf Schwarzweiß verheiratet und hatte mit ihm eine Tochter. Am 12. Februar 1940 wurde sie ab Stettin in das Ghetto Bełżyce bei Lublin deportiert. In der Deportationsliste und in Dokumenten bei Yad Vashem ist als Geburtsjahr 1884 eingetragen. |
| Bild gesucht Die Wikipedia wünscht sich an dieser Stelle ein Bild vom hier behandelten Ort. Falls du dabei helfen möchtest, erklärt die Anleitung , wie das geht. BW                                                                        | Hier wohnte Ester Schwarzweiss Jg. 1923 deportiert 1940 Belzyce ermordet                                          | Chausseestraße 22 | 13. Juni 2018 | Esther Schwarzweiß wurde am 2. März 1923 als Tochter von Adolf und Rosa Schwarzweiß in Löcknitz geboren. Zusammen mit ihren Eltern wurde sie am 12. Februar 1940 ab Stettin in das Ghetto Bełżyce bei Lublin deportiert. |